# Asha Bhosle
Asha Bhosle (en devanagari: |आशा भोंसले) (Goar, Sangli, Maharashtra, 8 de setembre de 1933) és una cantant índia coneguda per ser la veu de molts playbacks que es realitzen en les pel·lícules de Bollywood, encara que el seu repertori és molt més ampli. La seva carrera va començar l'any 1943 i ha estat activa sis dècades participant en més de 950 pel·lícules de Bollywood i diversos discos. La seva germana Lata Mangeshkar sol acompanyar-la.
Asha Bhosle és una de les veus més versàtils del sud d'Àsia: el seu repertori passa per la música típica de bandes sonores, pop, gazal, bhajan, música clàssica índia tradicional, folk, qawwali o Rabindra Sangeet. Ha cantat en més de 14 llengües, entre elles hindi, marathi, bengalí, gujarati, punjabi, tàmil, anglès, rus, nepalès o malai. I es creu que ha cantat més de 12.000 cançons però aquestes estimacions són difícils de comprovar.

## Biografia
Asha Bhosle va néixer en el llogaret de Goar, a Sangli, Maharashtra, en el si d'una família maratí, el seu pare, Pandit Dinanath Mangeshkar era un actor de teatre i un cantant clàssic. Quan Asha tenia nou anys, el seu pare va morir i la família es va mudar de Poona a Kolhapur i més tard a Bombai. Ella i la seva germana gran Lata Mangeshkar (amb la qual sempre se li ha assumit una suposada rivalitat) van començar a cantar i actuar per mantenir la família, la primera cançó d'Asha va ser Chala Chala Nav Bala de la pel·lícula maratí Majha Bal (1943). La música de la pel·lícula va ser composta per Datta Dawjekar. La seva primera intervenció en una pel·lícula en hindi va ser Saawan aaya per Chunariya de Hansraj Behl (1948). Als 16 anys es va escapolir amb el seu amant de 31, Ganpatrao Bhosle (1916-1966), i es va casar amb ell en contra de la voluntat de la seva família. Ganpatrao era el secretari personal de la seva germana, però el matrimoni va ser un fracàs, ja que el seu marit i la seva família política la maltractaven. i ella va tornar a casa de la seva família amb dos fills i embarassada del tercer. Va continuar cantant en pel·lícules per guanyar diners.
En aquella època, hi havia altres cantants com Geeta Dutt, Shamshad Begum i la seva germana Lata Mangeshkar que monopolitzaven els papers vocals de les heroïnes cinematogràfiques, i Asha Bhosle va ser la veu de les dolentes de les pel·lícules i de molts papers de pel·lícules menys importants. En els anys 1950, va cantar més playbacks que ningú a Bollywood, però gairebé sempre per a pel·lícules de sèrie B o C. Els primers compositors de les seves cançons van ser A R Qureshi, Sajjad Hussain o Ghulam Mohammed, però cap d'aquestes cançons van ser hits. La seva cançó de Sangdil (1952), protagonitzada per Dilip Kumar i composta per Sajjad Hussain va tenir cert èxit. Bimal Roy li va oferir l'oportunitat de cantar a Parineeta (1953) i Raj Kapoor li va oferir l'oportunitat de cantar Nanhe munne bachche amb Mohammad Rafi a Boot Polish (1954), que es va fer molt popular. També va cantar per a pel·lícules en maratí com Majha hoshil Kaa?, Khedyamadhle ghar kaularu, bugadi mazi i Nach re mora.
Amb O. P. Nayyar va començar a C.I.D. (1956), amb la qual va tenir grans èxits començant per Naya Daur (1957).
L'any 1966, les seves interpretacions per duets de pel·lícules del director musical Rahul Dev Burman a Teesri Manzil van ser molt aclamades, i va seguir amb aquest director en els anys 70. Es va casar amb ell i durant els 60 i els 70, va obtenir molts èxits donant-li veu a la ballarina Helen, amb qui diu que preparava les seves interpretacions en cançons com Piya la teva ab to aaja (Caravan), O Haseena Zulfon Wali (Teesri Manzil), o Yeh Mera Dil (Don). A Umrao Jaan (1981) i Ijazat (1987), va cantar cançons gazal. La seva activitat va baixar en els anys 90, de 1994 data el seu hit Rangeela i de 2005, amb 72 anys, Lucky Lips, de la pel·lícula en tàmil <i>Chandramukhi</i>.

## Vida personal
Asha viu a Bombai i ha tingut tres fills i 5 nets. El més gran, Hemant Bhosle (posteriorment Hemant Kumar), va deixar ràpid una carrera musical per fer-se pilot. La seva filla més gran, Varsha, és columnista de The Sunday Observer i Rediff i la petita Anand Bhosle, ha estudiat cinematografia i econòmiques. El seu net Chaitanya (Chintu) Bhosle (fill de Hemant) també s'ha aventurat en el món de la música amb el grup "Band of Boys".
Les seves germanes Lata i Usha Mangeshkar també fan playbacks per a pel·lícules i la seva germana Meena Mangeshkar i el seu germà Hridayanath Mangeshkar són directors de música.
Asha és a més una gran imitadora de veus i una cuinera excel·lent i posseeix un 20 % d'un restaurant a Dubái, Asha's, de cuina índia tradicional. Ella s'encarrega de la cuina i de la decoració i ofereix un curs de sis mesos als cuiners. Actualment prepara la seva autobiografia.